# 粉粒体運搬車

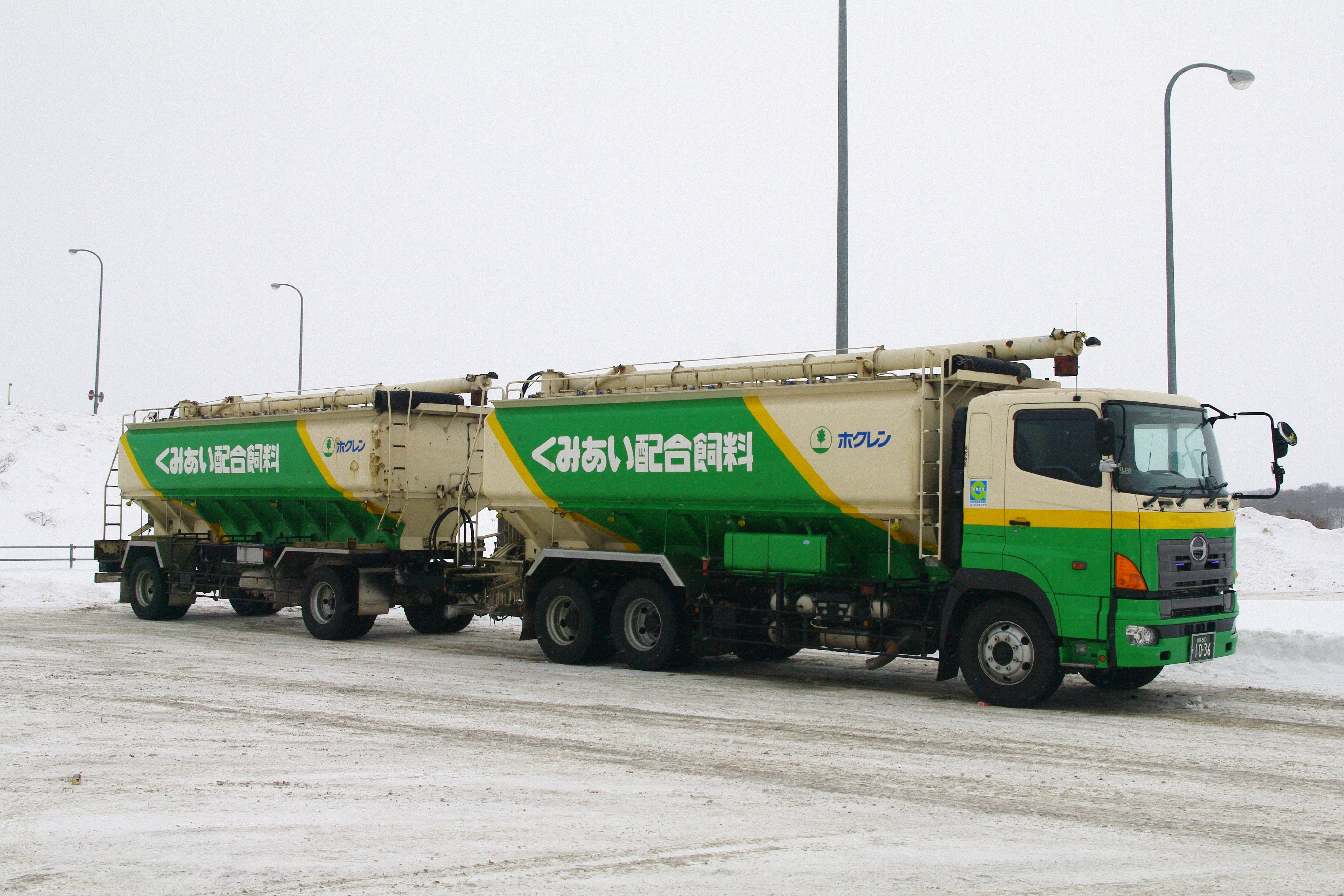
粉粒体運搬車の一例
飼料運搬用フルトレーラー

粉粒体運搬車（ふんりゅうたいうんぱんしゃ）は、粉粒体運搬に使用される貨物自動車かつ特種用途自動車である。荷台構造や荷役方式からホッパー車、エア車、積み荷の内容からバルク車、バルクローリー等とも呼称される。

## 種類
空気圧送式（エアレーションブロー式）
バラセメント、炭酸カルシウム、石灰等の鉱産物からポリ塩化ビニル、ポリプロピレン、ポリスチレン、ポリエチレン、ポリカーボネート等の樹脂ペレットまであらゆる粉粒体を運搬する。タンク上部に設けられたマンホール兼投入口より積み込まれた粉粒体は、荷卸しの際は工場側設備または車両搭載のエアコンプレッサーまたはブロワー等により供給される圧縮空気と混合され、流動化することにより、長距離、高所まで搬送することが出来る。バラセメント車の場合はタンク上部のマンホールより粉粒体を積み込み、マンホールを閉めてエアーを送ることで加圧し、タンク内下部のキャンバスの下側よりエアーがタンク内に入る事により、粉粒体と混合し流動化状態になると共に、タンク内の圧力も上がるので、排出バルブを開けると、粉粒体をエアーと共に排出（圧送）することができる。
エアスライド式
タンク底部に設けられたエアスライドキャンバスの布目から吹き出すエアによって粉粒体を流動化させ、タンク中央部の排出口に集める。セメント・フライアッシュなどの流動性が良い粉粒体の排出に適した排出方式である。一般的にタンク構造が一室傾胴型が多く、その場合排出バルブの操作が一ヶ所になる。
セミトレーラ
大量輸送において使用される。
ダンプ併用式
このタイプは主に小麦粉、グラニュー糖等の食品系の粉粒体を運搬するのに使用される。ダンプ機構でタンクを傾斜させ積荷の粉粒体を後部排出部へ導き、排出する。後部ハッチの開閉が可能なので掃除しやすい。ダンプ装置の操作が必要になるが残量が少なく、排出バルブは1個なので作業は楽である。積載比重により最初からフルダンプで作業できない積載物があるので注意。
飼料運搬車
養鶏、養豚などに必要な配合飼料を運ぶ。排出は、畜産場等の飼料サイロ上部の投入口まで、車輌に備え付けられているスクリューコンベアで運び上げて行う。

## ギャラリー
画像は粉粒体運搬車の一例である。

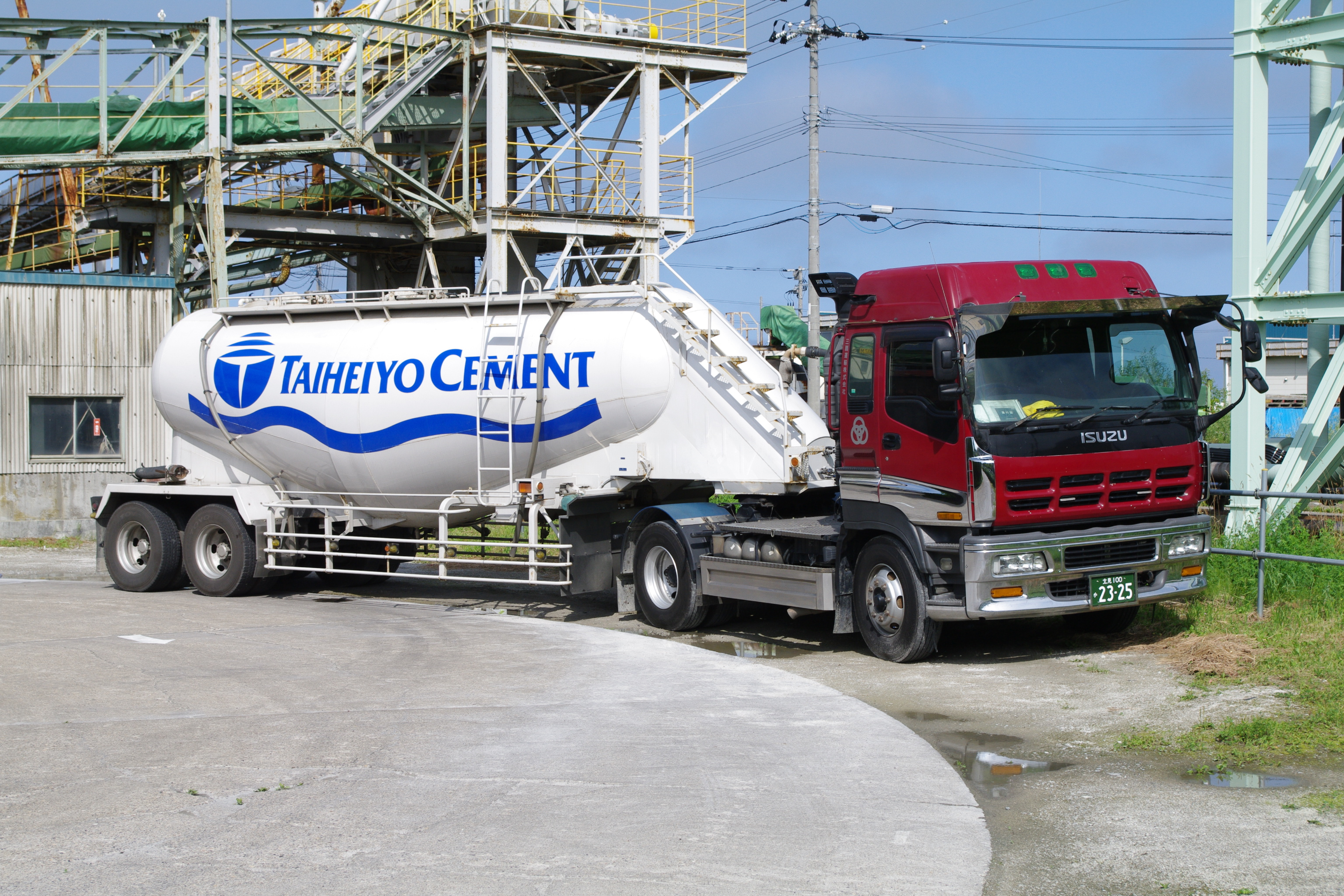
セメント運搬用セミトレーラー
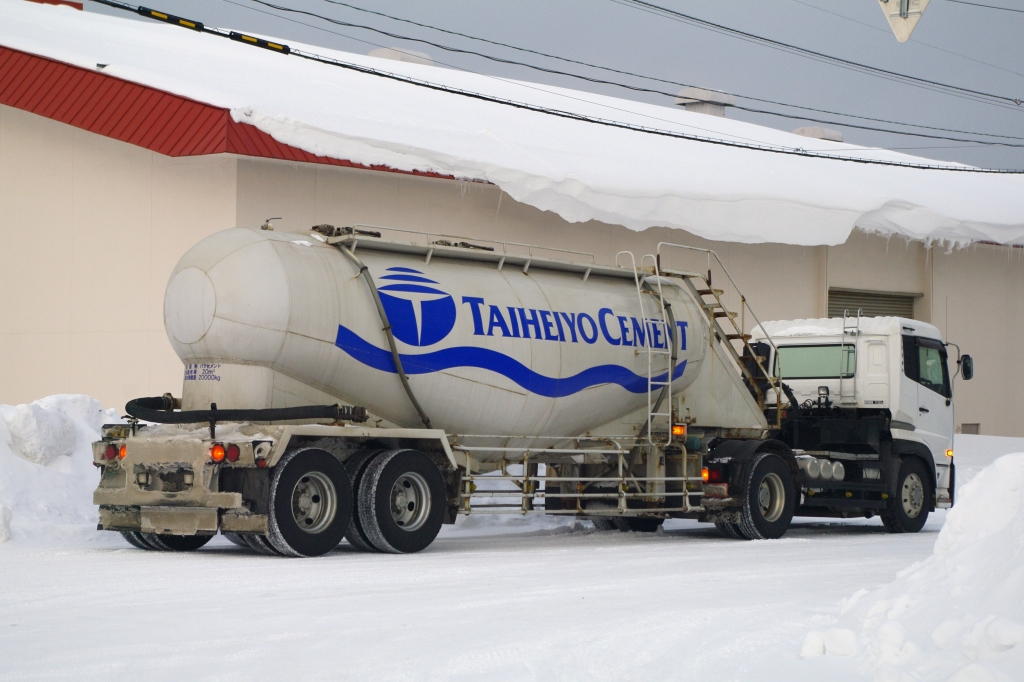
セメント運搬用セミトレーラー
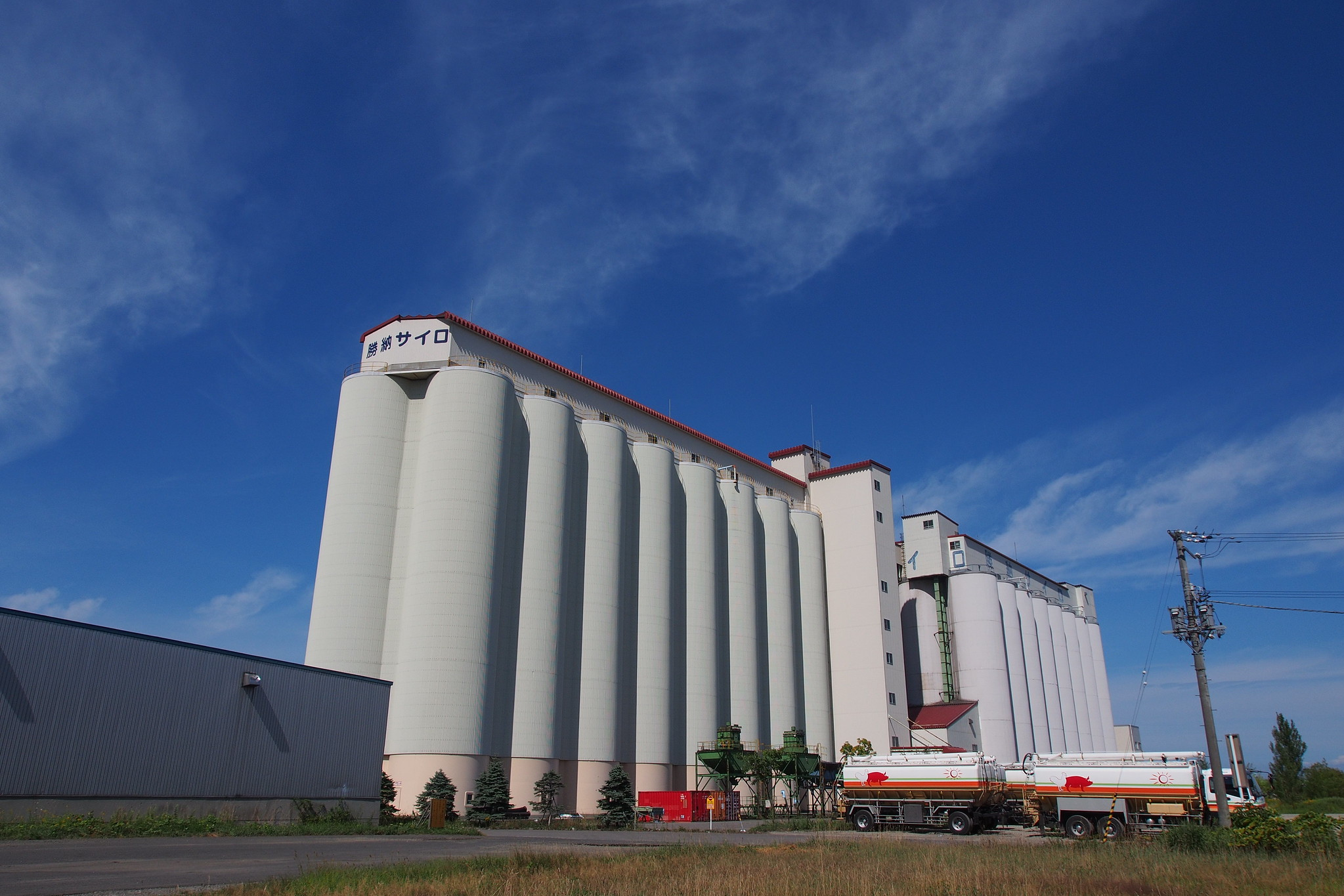
飼料穀物サイロと飼料運搬車

## 主な架装メーカー
- 自動車精工（リフト）
- 極東開発工業
- 昭和飛行機工業
- 日本トレクス（旧：日本トレールモービル）
- 新明和工業

ほか